# LinuxBoot
LinuxBootは、Unified Extensible Firmware Interface (UEFI) ファームウェアのDriver Execution Environment (DXE) モジュールのほとんどをLinuxカーネルに置き換えることを目的とした自由ソフトウェアプロジェクトである。LinuxBootは、起動するためにハードウェア初期化ソフトウェア上で実行する必要があり、これはUEFIのPre-EFI Initialization (PEI)部分、coreboot、またはU-Bootのいずれかである。kexecシステムコールを介してLinuxを起動できるが、別の方法でWindowsを起動することもできる。

## 歴史
もともと、このプロジェクトはGoogleによってNERFとして開始された。NERFは、Linuxカーネルとユーザーランドアプリケーションを含む、EFIの簡素化されたバージョンであった。このプロジェクトは、LinuxBoot（ブートブロックとカーネルを含む）と、ユーザーランドアプリケーションを含むu-rootに分割された。
LinuxBootは2018年にLinux Foundationの公式プロジェクトとなった。

## ハードウェアサポート
現在、LinuxBootのEFIサポートは、いくつかのサーバーに限定されている：
- Dell R630
- Open Compute Project（英語版） Winterfell、Leopard、Monolake、Tioga Pass
- Intel S2600WF

LinuxBootは、理論上はcorebootプロジェクトでサポートされているすべてのメインボードでもサポートされている。これにはOCP Monolakeも含まれる。実際には、フラッシュサイズの制約によりサポートは制限されている。